# NGC 4469
NGC 4469 је спирална галаксија у сазвежђу Девица која се налази на NGC листи објеката дубоког неба.
Деклинација објекта је + 8° 45' 1" а ректасцензија 12h 29m 28,1s. Привидна величина (магнитуда) објекта NGC 4469 износи 11,5 а фотографска магнитуда 12,4. Налази се на удаљености од 16,8000 милиона парсека од Сунца. NGC 4469 је још познат и под ознакама UGC 7622, MCG 2-32-89, CGCG 70-121, VCC 1190, IRAS 12269+0901, PGC 41164.